# Matthew Garbett
Matthew Garbett, né le 13 avril 2002 à Londres en Angleterre, est un footballeur international néo-zélandais qui joue au poste de milieu offensif.

## Biographie
Né à Londres au Royaume-Uni, Garbett a grandi à Paraparaumu, au Sud de l'Île du Nord de la Nouvelle-Zélande,,,. Il quitte sa ville natale à l'âge de 12 ans pour rejoindre Porirua et la Olé Football Academy (en), dans la banlieue de Wellington.

### Carrière en club

#### Débuts en Nouvelle-Zélande (2017-2020)
Dans la continuité de son parcours à l'acédmie Olé, Stamenic joue également avec son club affilié, le Western Suburbs en Central League (en), où il fait ses débuts en 2017 et avec qui il atteint la finale de la Coupe de Nouvelle-Zélande en 2018,,.
Il évolue également un temps avec l'Eastern Suburbs en Championnat de Nouvelle-Zélande lors de la saison 2018-2019, du fait d'un partenariat avec son académie. La saison suivante, il joue cette fois avec Team Wellington, la Olé FA venant de faire un nouveau partenariat avec le club du Championnat national,,,, dont il avait déjà fréquenté les équipes de jeunes en 2017-18.

#### Premiers pas en Europe (depuis 2020)
Après ses performances remarquées pour les jeunes néo-zélandais lors de la Coupe du monde junior 2019, Garbett signe le 24 janvier 2020 avec le Falkenbergs FF, qui évolue alors en Allsvenskan, l'élite suédoise,. Lors d'une saison compliquée — autant à cause du covid que pour un club de Falkenberg en difficulté sportivement, qui finira par être relégué — Garbett parvient tout de même à se faire une place dans la rotation de l'effectif professionnel, entrant régulièrement en jeu lors des matchs de Championnat suèdois.
Après avoir participé aux Jeux olympiques d'été avec les OlyWhites, alors qu'il est convoité par plusieurs clubs anglais, notamment Watford, Crystal Palace et Brentford, Garbett signe finalement un contrat de trois ans avec le club de Serie A du Torino, où il rejoint d'abord l'effectif Primavera,,,,.

### Carrière en sélection

#### Début en sélection junior
Garbett fait sa première apparition pour en équipe néo-zélandaise des moins de 17 ans le 12 septembre 2018 entrant en jeu lors d'une défaite marquante 5-0 contre les Îles Salomon lors du championnat d'Océanie. Mais Garbett va ensuite s'imposer comme titulaire avec la sélection lors du tournoi, que la Nouvelle-Zélande termine par une victoire contre Tahiti en demi-finale — qui qualifie les kiwis pour la coupe du monde, —, remportant ensuite la compétition, après une revanche face aux Îles Salomon, battues 5-4 aux tirs au but,,.
Garbett prend ainsi également par à la Coupe du Monde junior de 2019, où malgré une élimination en phase de groupe le jeune joueurs et son équipe s'illustrent, notamment lors de la défaite contre les hôtes brésiliens, puis dans leur dernier match, une victoire 1-0 contre le Canada,. Buteur lors de ce dernier match, il marque les deux seuls buts de son équipe dans la compétition.

#### Sélection olympique
En juillet 2021, Matthew Garbett participe aux Jeux olympiques, qui vont marquer l'histoire du football néo-zélandais : d'abord portés par Chris Wood, ils battent en ouverture une Corée du Sud qui fait partie des favoris — étant les champions asiatiques en titre (en) — et qui dans ce tournoi sur son continent marquera ensuite 10 buts contre ses autres adversaires de poule,.
Garbett prend lui part au dernier match de poule contre la Roumanie — une équipe arrivée troisième du championnat d'Europe — où il va permettre à son équipe d'arracher un nul 0-0 leur permettant une qualification historique en phase à élimination directe,,,.
Il est également titulaire lors de l'éliminations des siens face aux hôtes japonais, à la suite d'une défaite aux tirs au but,.

#### Débuts avec lesAll Whites
En septembre 2021, le jeune milieu est appelé avec les All Whites, pour des matchs amicaux contre Curaçao et le Bahreïn, chez ce dernier pays,.
Il est titularisé des le premier match de cette série le 9 octobre 2021,  contre les caribéens — qui est aussi la première rencontre internationale des néo-zélandais dans un contexte marqué par le covid —, formant avec Sarpreet Singh et Marko Stamenic un milieu brillant par la fluidité de son animation, permettant aux siens de s'imposer 2-1 contre La Familia Azul, après avoir mené par deux longueurs d'avance.

## Palmarès

### En sélection
| Nouvelle-Zélande -17 ans - Championnat d'Océanie -17 ans (1) : - Champion en 2018. |

### En club
| Western Suburbs - Central League (en) (2) : - Champion en 2017 et 2019. - Coupe de Nouvelle-Zélande - Finaliste en 2018 (en). | Eastern Suburbs - Championnat de Nouvelle-Zélande (1) : - Champion en 2018-19. | Team Wellington - Championnat de Nouvelle-Zélande : - Vice-champion en 2019-20. |